# Super League 2024-2025 (Zambia)
La Super League 2024-2025, nota anche come MTN Super League 2024-2025 per motivi di sponsorizzazione, è stata la sessantaquattresima edizione della massima divisione del campionato zambiano di calcio. Il campionato è iniziato il 17 agosto 2024 ed è terminato il 17 maggio 2025.
Il Red Arrows era la squadra campione in carica, mentre il titolo è stato vinto dal Power Dynamos, al suo ottavo titolo nazionale.

## Stagione

### Novità
Al termine della stagione precedente sono state retrocesse Trident, Kansanshi Dynamos, Prison Leopards e Konkola Blades, ultime 4 classificate del campionato. Al loro posto, dalla Division 1 sono state promosse Nchanga Rangers, Lumwana Radiants, Atletico Lusaka e Indeni.

### Formula
Le 18 squadre partecipanti giocano un girone all'italiana con partite di andata e ritorno, per un totale di 34 giornate. Al termine della stagione, la prima classificata è campione dello Zambia e si qualifica per la CAF Champions League 2025-2026, mentre la seconda si qualifica per la Coppa della Confederazione CAF 2025-2026. Le ultime quattro classificate sono invece retrocesse in Division 1.

## Squadre partecipanti
| Squadra            | Città     | Stagione precedente |
| ------------------ | --------- | ------------------- |
| Atletico Lusaka    | Lusaka    | Division One        |
| Forest Rangers     | Ndola     | 10° in Super League |
| Green Buffaloes    | Lusaka    | 11° in Super League |
| Green Eagles       | Kabwe     | 12° in Super League |
| Indeni             | Ndola     | Division One        |
| Kabwe Warriors     | Kabwe     | 5° in Super League  |
| Lumwana Radiants   | Kalumbila | Division One        |
| Maestro United     | Mazabuka  | 4° in Super League  |
| Mufulira Wanderers | Mufulira  | 7° in Super League  |
| Mutondo Stars      | Ndola     | 13° in Super League |
| NAPSA Stars        | Lusaka    | 14° in Super League |
| Nchanga Rangers    | Chingola  | Division One        |
| Nkana              | Kitwe     | 9° in Super League  |
| Nkwazi             | Lusaka    | 6° in Super League  |
| Power Dynamos      | Kitwe     | 3° in Super League  |
| Red Arrows         | Lusaka    | Campione di Zambia  |
| Zanaco             | Lusaka    | 8° in Super League  |
| ZESCO Utd          | Ndola     | 2° in Super League  |

## Classifica
|                   | Pos. | Squadra            | Pt | G  | V  | N  | P  | GF | GS | DR  |
| ----------------- | ---- | ------------------ | -- | -- | -- | -- | -- | -- | -- | --- |
| Zambia (bandiera) | 1.   | Power Dynamos      | 68 | 34 | 20 | 8  | 6  | 54 | 22 | +32 |
|                   | 2.   | ZESCO Utd          | 63 | 34 | 17 | 12 | 5  | 34 | 20 | +14 |
|                   | 3.   | Nkana              | 58 | 34 | 16 | 10 | 8  | 48 | 29 | +19 |
|                   | 4.   | Red Arrows         | 56 | 34 | 15 | 11 | 8  | 32 | 24 | +8  |
|                   | 5.   | Kabwe Warriors     | 51 | 34 | 13 | 12 | 9  | 38 | 27 | +11 |
|                   | 6.   | Nkwazi             | 50 | 34 | 12 | 14 | 8  | 31 | 26 | +5  |
|                   | 7.   | Green Buffaloes    | 45 | 34 | 11 | 12 | 11 | 34 | 35 | -1  |
|                   | 8.   | Mufulira Wanderers | 45 | 34 | 13 | 6  | 15 | 30 | 31 | -1  |
|                   | 9.   | NAPSA Stars        | 44 | 34 | 9  | 17 | 8  | 24 | 22 | +2  |
|                   | 10.  | Maestro United     | 44 | 34 | 11 | 11 | 12 | 33 | 34 | -1  |
|                   | 11.  | Nchanga Rangers    | 42 | 34 | 9  | 15 | 10 | 29 | 28 | +1  |
|                   | 12.  | Green Eagles       | 41 | 34 | 9  | 14 | 11 | 32 | 34 | -2  |
|                   | 13.  | Mutondo Stars      | 41 | 34 | 10 | 11 | 13 | 26 | 34 | -8  |
|                   | 14.  | Zanaco             | 39 | 34 | 9  | 12 | 13 | 34 | 41 | -7  |
|                   | 15.  | Atletico Lusaka    | 39 | 34 | 10 | 9  | 15 | 27 | 46 | -19 |
|                   | 16.  | Forest Rangers     | 38 | 34 | 7  | 17 | 10 | 31 | 34 | -3  |
|                   | 17.  | Lumwana Radiants   | 37 | 34 | 10 | 7  | 17 | 21 | 36 | -15 |
|                   | 18.  | Indeni             | 15 | 34 | 3  | 6  | 25 | 20 | 55 | -35 |

Legenda
      Campione dello Zambia e ammessa alla CAF Champions League 2025-2026.
      Campione dello Zambia e ammessa alla Coppa della Confederazione CAF 2025-2026.
      Retrocessa in Division 1 2025-2026.
Note:
Tre punti a vittoria, uno a pareggio, zero a sconfitta.